# Ana Costa
Ana Maria Ramos Costa (* 12. April 1959 in Lissabon; † 9. Juli 2022 ebenda) war eine portugiesische Filmproduzentin.

## Leben
Ana Costa wurde als Tochter des Kameramanns und Beleuchters Fernando Costa geboren, der 1965 Cinemate gegründet hatte, ein Miet-Filmstudio und ein Verleih für Filmausrüstung. Nach der Schulzeit begann sie dort bei verschiedenen Filmproduktionen zu arbeiten.
In der zweiten Hälfte der 1990er Jahre baute sie den Familienbetrieb zu einer Filmproduktionsgesellschaft um. Nach ersten erfolgreichen Filmproduktionen in den 2000er Jahren wurde sie auch mit Fernsehproduktionen erfolgreich, vor allem in Unterhaltungsformaten mit Nicolau Breyner. Zudem war sie an internationalen Produktionen beteiligt, zu nennen insbesondere Nachtzug nach Lissabon (2013), aber auch deutsche Fernsehproduktionen in Portugal.
Sie war für mehrere Filmpreise nominiert, so bei den portugiesischen Globos de Ouro, den Prémios Sophia und dem Festival de Télévision de Monte-Carlo.
Am 9. Juli 2022 starb sie nach längerer Krankheit in ihrer Heimatstadt Lissabon.

## Filmografie (Auswahl)
- 1997: A Tempestade da Terra; Regie: Fernando D’Almeida e Silva
- 2002: O Gotejar da Luz; Regie: Fernando Vendrell
- 2003: El regalo de Silvia; Regie: Dionisio Pérez
- 2006: Pedro, o Milionário (Fernsehserie, TVI)
- 2007: Tebas; Regie: Rodrigo Areias
- 2008: A Ilha dos Escravos; Regie: Francisco Manso
- 2008: Arte de Roubar; Regie: Leonel Vieira
- 2009: O Último Condenado à Morte; Regie: Francisco Manso
- 2009: Duas Mulheres; Regie: João Mário Grilo
- 2010: Dharma Guns (La succession Starkov); Regie: F.J. Ossang
- 2011: O Barão; Regie: Edgar Pêra
- 2011: Nico à Noite (Talkshow und Comedyserie, RTP)
- 2011–2013: Os Compadres (Comedyserie, RTP1)
- 2012: A Teia de Gelo; Regie: Nicolau Breyner
- 2013: Nachtzug nach Lissabon; Regie: Bille August (Koproduktion)
- 2013: 7 Pecados Rurais; Regie: Nicolau Breyner
- 2014: Bella Block: Für immer und immer; Regie: Christian von Castelberg (Ortsproduktion)
- 2014: Virados do Avesso; Regie: Edgar Pêra (auch als Fernseh-Miniserie, RTP)
- 2016: A Casa é Minha (Fernsehserie, TVI)
- 2016: Vor der Morgenröte; Regie: Maria Schrader (ausführende Produzentin)
- 2017: O Fim da Inocência; Regie: Joaquim Leitão
- 2018: Der Lissabon-Krimi (Folgen 1 und 2, ausführende Produzentin)
- 2020: Terra Nova; Regie: Artur Ribeiro (auch Fernseh-Miniserie, RTP1)
- 2021: 3 caminos (Fernsehserie, Amazon Prime)
- 2022: Quatro Mulheres ao Pé da Água (Fernsehfilm); Regie: Claudia Clemente